# Parti démocrate centriste des Philippines
Le Parti démocrate centriste des Philippines (en anglais : Centrist Democratic Party of the Philippines, CDP ; en philippin : Partido Demokratiko Sentrista ng Pilipinas) est un parti politique chrétien-démocrate philippins.
Créé en 2010, il est dirigé par Rufus Rodriguez (en), représentant de Cagayán de Oro. Le parti vise à « institutionnaliser une alternative aux partis politiques axés sur le favoritisme ».

## Histoire
Le parti reconnaît les sénateurs Manuel Manahan (en) et Raul Manglapus (en) comme les premiers partisans de la démocratie chrétienne aux Philippines. Le parti reconnaît également Benigno Aquino Jr. et Aquilino Pimentel Jr. (en) comme les principaux partisans de l'idéologie dans le pays. Lito Monico Lorenzana, l'un des membres du cabinet du président Corazon Aquino, fond le Mouvement démocratique centriste (CDM), qui va finalement évoluer vers le CDP.
Le 12 septembre 2012, le parti est accrédité par la Commission électorale. Un mois plus tard, le parti, tout en ne présentant pas de candidats aux élections sénatoriales de 2013, annonce qu'il soutenait les candidatures de Francis Escudero (en), Koko Pimentel (en) et Bam Aquino (en), tous issus de la Team PNoy (en). Le chef de parti nouvellement installé, Rufus Rodriguez, fait remarquer que le CDP a une « vraie idéologie » contrairement aux autres partis, tandis que Lorenzana a affirmé ne pas être redevable à qui que ce soit, et abhorre la politique de favoritisme. En plus de soutenir trois candidats au Sénat, le parti compte 74 candidats pour des postes inférieurs.
Dans sa campagne pour les élections de 2013, le parti lance un road show pour la réforme constitutionnelle ou le changement de charte (Cha-cha). Rodriguez, qui est un partisan d'un changement de charte, avait précédemment rédigé une résolution de la Chambre des représentants appelant à un passage au fédéralisme, au retour à un système bipartite, à l'élection régionale ou étatique des sénateurs, à la modification du mandat présidentiel à quatre ans avec une réélection et un mandat de quatre ans sans limite de mandat pour les fonctionnaires locaux.